# Bataille de Crimisos
 Guerres siciliennes
En 341 av. J.-C., Carthage envoya une grande armée commandée par Asdrubal et Hamilcar contre la cité grecque de Syracuse. D'après Plutarque, les Carthaginois disposaient de 70 000 hommes, parmi lesquels de nombreux chars de guerre tirés par 4 chevaux, tandis que Timoléon commandait 5 000 fantassins et 1 000 cavaliers. D'autres sources indiquent qu'il dirigeait 12 000 hommes. 
Timoléon intercepta les Carthaginois alors qu'ils traversaient la rivière Crinisos. Il envoya tout d'abord sa cavalerie désorganiser les Carthaginois et les empêcher de se ranger correctement pour la bataille. Quand l'infanterie grecque attaqua, un orage éclata et le vent se mit à souffler dans la direction des Carthaginois, les gênant dans leur combat. Les 2 500 hommes du Bataillon sacré combattirent bravement et, d'après certaines sources, jusqu'au dernier.
Les Carthaginois furent défaits et Timoléon s'appropria d'un important butin et provisions de leur campement. Carthage est contraint de reconnaitre le fleuve Halycos comme limite de leurs possessions. 